# Parafia św. Nikandra w Lebeniszkach
Parafia św. Nikandra – prawosławna parafia w dekanacie wisagińskim eparchii wileńskiej i litewskiej Rosyjskiego Kościoła Prawosławnego.
Parafia została erygowana przez arcybiskupa wileńskiego i litewskiego Nikandra w 1909, na potrzeby rosyjskich chłopów osiedlonych we wsi Lebeniszki w ramach reformy rolnej Piotra Stołypina. 18 października tego samego roku została poświęcona wolno stojąca cerkiew parafialna.
Władze carskie nadały parafii dwa hektary ziemi. Placówka duszpasterska działała bez przeszkód do wybuchu I wojny światowej. Po zakończeniu konfliktu na nowo zaczęto odprawiać w niej nabożeństwa od 1924. W tym czasie, mimo zachowania statusu niezależnej parafii, placówka duszpasterska w Lebeniszkach nie posiadała proboszcza, lecz była obsługiwana przez księży z cerkwi w Gegabraście. W tym czasie liczba parafian była szacowana na 150 osób. W 1942 było ich 226, jednak do końca II wojny światowej liczba ta spadła do 180.
W 1946 biskup wileński i litewski Korneliusz (Popow) wyznaczył na nowego proboszcza parafii w Lebeniszkach ks. Nikołaja Krukowskiego i polecił mu przeprowadzenie procesu rejestracji placówki u władz stalinowskich. W 1947 został on pomyślnie sfinalizowany. Parafia w Lebeniszkach posiadała cerkiew we wsi, cerkiew pomocniczą w Birżach (gdzie stale żyło 12 osób wyznania prawosławnego) oraz dom parafialny. Na początku lat 50. wspólnotę tworzyło 130 wiernych narodowości rosyjskiej. Była ona jednak niezwykle uboga i wielokrotnie zwracała się do rady eparchii z prośbą o pomoc w utrzymaniu posiadanych budynków sakralnych. W 1948 władze zarekwirowały cerkiew św. Michała Archanioła w Birżach i zaadaptowały ją na magazyn. 
Po śmierci ks. Krukowskiego 30 grudnia 1954 przez trzy lata parafia nie posiadała proboszcza. Pod pismem z prośbą o wyznaczenie nowego kapłana podpisało się 50 osób. W 1957 do Lebeniszek przybył hieromnich z monasteru Świętego Ducha w Wilnie Przedysław (Kamieniak), który przez pół roku odprawiał dwie Święte Liturgie w miesiącu. Następnie jego obowiązki przejął ks. Fiodor Rakiecki z parafii św. Aleksandra Newskiego w Rakiszkach. Od lat 60. liczba wiernych w parafii sukcesywnie spadała w związku z migracją mieszkańców wsi do miast. Na początku XXI w. należało do niej zaledwie kilka osób. W związku z tym Święta Liturgia jest odprawiana w cerkwi tylko raz w roku, w dzień wspomnienia św. Nikandra (28 marca, tj. 15 marca według starego stylu), oraz na życzenie.